# G. B. Blackrock
G. B. Blackrock egy kitalált szereplő a Marvel kiadó Transformers képregényeiben.

## Története
G. B. Blackrock egy milliárdos iparvállalat vezető és tulajdonos. Olajfúrótornyai, finomítói, benzinkútjai és összeszerelő üzemei vannak az USA-ban, Oregon államban, Portlandban. Cége a csúcstechnológiát képviseli, ezért igen gyorsan az álcák figyelmébe kerül.
Eredetileg milliomos playboy volt, akit csak az autóverseny és a nők érdekeltek. Később azonban megváltozik és egy teljesebb, nemesebb kép alakul ki róla.
Sokkoló álcaparancsnok megtámadta az egyik tengeri olajfúrótornyát majd el is foglalta azt. A támadás során súlyosan megsebesült Blackrock egyik alkalmazottja is, Josie Beller. A nő teljes teste lebénult, csak az egyik karját volt képes mozgatni. Főnöke ezért bosszút esküdött, és megígérte, hogy mindent bevet, hogy elpusztítsa a Transformereket. Josie a kórházban egy külső "ruhát" tervezett magának, mely pótolta a sérült idegrendszerét és képessé vált újra mozogni. Új felszerelésében meg tud bénítani bármilyen elektromos berendezést és repülni is képes a segítségével. Az új neve az Áramkörszaggató, aki egyszemélyes bosszút indít minden robot ellen.
Blackrock további gyárát veszíti el, miután az álca Fülelő elfoglalja a repülőgép-összeszerelő üzemét is. Később itt születnek meg a Szerkesztettek és Röptűz.
Blackrockot elrabolja az autobot Jazz és elmagyarázza neki a háborút. Majd üzletet ajánl neki: üzemanyagért cserébe segít visszaszerezni az üzemeit. Ezután kölcsönösen támogatják egymást.
Blackrock saját szuperhősökből álló csapatot szervez, a Neo-lovagokat. Mivel neki szuperképessége nincs, csak a csapatát támogatja.

## Lásd még
- BlackRock - a világ egyik legnagyobb alapkezelője.